# Monte Rotondo (Sirente-Velino)
Monte Rotondo (2.064 m s.l.m.) è una delle cime che circondano l'altopiano delle Rocche e la piana di Campo Felice (Monti di Campo Felice), appartenente alla catena del Sirente-Velino, nell'Appennino abruzzese, in provincia dell'Aquila, all'interno del territorio dei comuni di Rocca di Mezzo e Rocca di Cambio.

## Storia
Il 9 marzo 2002 un aereo Antonov An-2TP con a bordo due membri dell'equipaggio e un passeggero si è schiantato sul versante nord-est della montagna, a circa 1900 metri di altitudine ed in prossimità della vetta. Una serie di concause (tra cui errori di valutazione del pilota, la ridotta visibilità dovuta alle condizioni meteorologiche e la non adeguatezza del velivolo a volare con basse temperature esterne) è stata individuata come motivo dell'impatto, che ha provocato la morte istantanea di tutti gli occupanti del velivolo. L'esplosione al momento dello schianto si è sentita fino a Rocca di Mezzo, distante circa 3 km in linea d'aria. I resti dell'aereo giacciono tuttora sulla montagna.

## Descrizione
Appartiene al comprensorio sciistico di Campo Felice (Monti di Campo Felice), guardando a est verso l'Altopiano delle Rocche (versante molto boscoso), a nord-est verso la Piana di Campo Felice (versante meno boscoso), a sud verso i Piani di Pezza e i Monti della Magnola (versante completamente spoglio di vegetazione). Dalla sua cima, dalla caratteristica forma a pan di zucchero, che ricade nel comune di Rocca di Mezzo, si può godere un panorama suggestivo che abbraccia tutte le vette più alte dell'Appennino abruzzese, dal Gran Sasso al Monte Sirente, dalla Maiella al Monte Velino. 
Il terreno circostante il monte è ricchissimo di acqua sorgiva, essendo la sua conformazione particolarmente adatta al mantenimento - soprattutto sul versante che guarda Rocca di Mezzo - di neve che cade copiosamente durante l'inverno. Lo scioglimento totale di queste nevi solitamente avviene nel mese di Maggio-Giugno, qualche volta ciò accade anche nei primi giorni di Luglio. Da qui sgorgano quindi numerose sorgenti d'acqua purissima. Dalle immediate pendici e terreni circostanti il massiccio se ne contano almeno 10, alcune delle quali sistemate con caratteristici fontanili in pietra (Costa della Cavata, Fonte delle Macchie) o incanalamenti idrici. Le altre sorgenti sono rimaste completamente "naturali", anche in virtù della difficoltà per raggiungerle. Alcune di queste fonti emettono acqua tutto l'anno, anche durante le annate più calde e secche.
Servito da due impianti di risalita (seggiovia Brecciara e seggiovia Monte Rotondo), è il punto più alto della stazione sciistica, lungo le cui pendici settentrionali dipartono le piste da sci Delle Aquile e Del Falco che, con percorsi diversi, scendono dai 2064 m della cima fino ai 1410 m della base della seggiovia Brecciara e le cui pendenze sono rispettivamente al 26% e al 27%. Sulla cresta nord-occidentale è collegato al vicino Monte Cisterna, Colle del Nibbio, Punta dell'Azzocchio, sedi di altri impianti di risalita e relative piste da sci, mentre a nord al di sotto di una sella inizia la cresta del Serralunga.

## Cultura

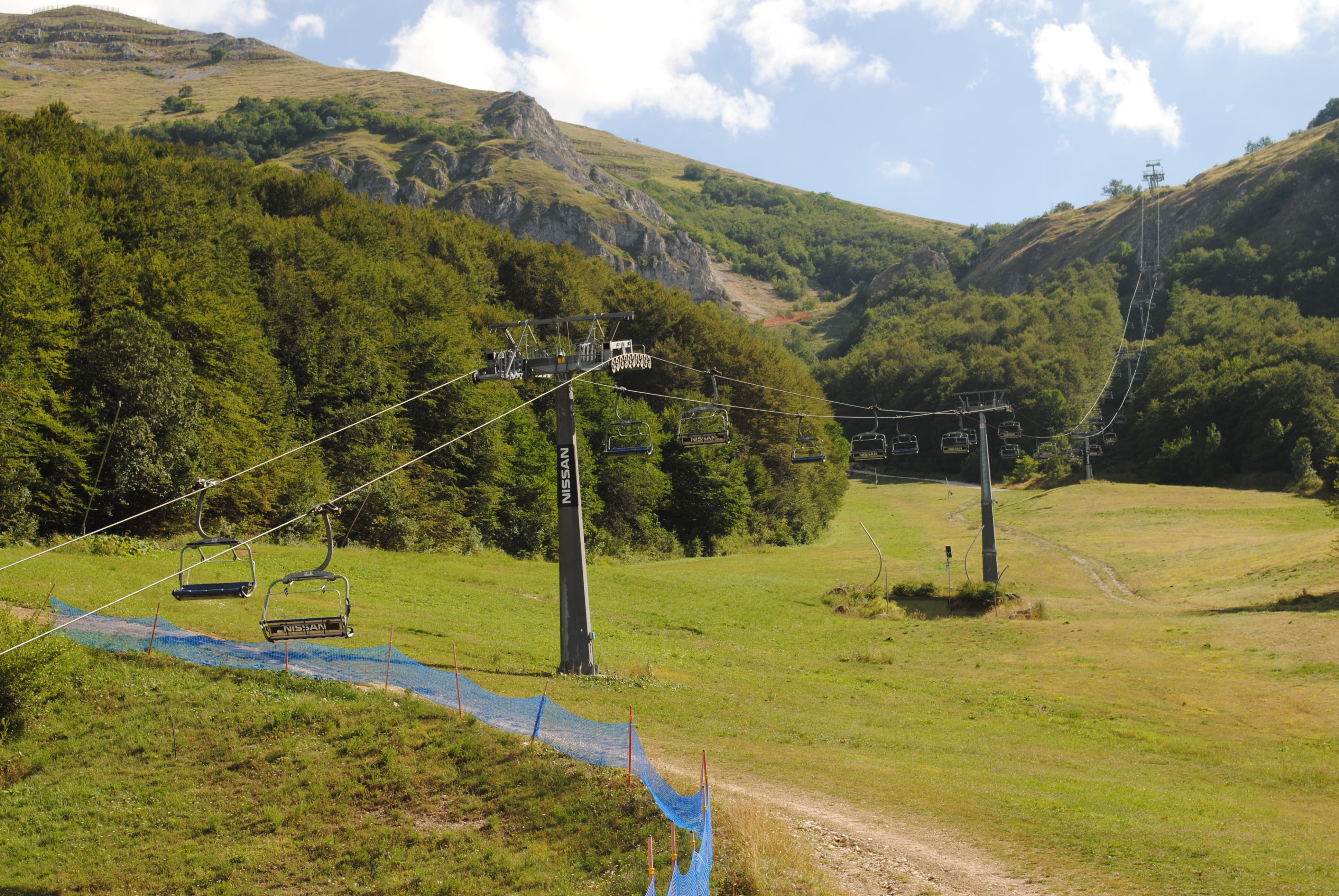
La seggiovia Brecciara, sul versante est di Monte Rotondo

Da oltre quattro secoli ha luogo una delle più caratteristiche manifestazioni del folklore abruzzese, la Gara del solco diritto, che si svolge a Rocca di Mezzo di notte e nell'ultima domenica di agosto. Partendo dalla base del Monte Rotondo (il luogo esatto delle partenze viene scelto di volta in volta dal comitato organizzatore) diverse squadre si sfidano per tutta la notte, aiutandosi solo con la luce delle lanterne, tracciando con degli aratri dei lunghi solchi in direzione del paese, che si trova alle pendici di Monte Rotondo; la vittoria va alla squadra che traccia il solco più lungo e più diritto.
Un'altra manifestazione è la festa della Madonna della Neve, che si svolge ogni prima domenica di settembre in onore della Vergine Immacolata, la cui statua viene raggiunta dai fedeli o con un'agevole passeggiata in mezzo ai boschi o tramite gli impianti di risalita che vengono aperti per l'occasione. La statua della Madonna della Neve, opera dello scultore Silvio Amelio, in pregiato marmo di Carrara, alta sette metri e del peso di circa 25 tonnellate, venne innalzata l'8 settembre 2001 a circa 1900 m. s.l.m., sul versante di Campo Felice, e accanto si trova una targa che ricorda l'affetto per questi luoghi di papa Giovanni Paolo II.